# Martinsville (Illinois)
Pour les articles homonymes, voir Martinsville.
Martinsville est une ville du comté de Clark en Illinois aux États-Unis. La population est de 1 167 habitants d'après un recensement datant de 2010.

## Géographie
D'après le Bureau du recensement des États-Unis, la ville a une surface totale de 5,4 km2. Dont 5,3 km2 sont des terres et 0,1 km2 soit 1,44 % en eau.

## Démographie
D'après un recensement de 2000, il y avait 1 225 personnes, 522 ménages, et 358 familles résidant dans la ville. 